# Rhin supérieur
Pour un article plus général, voir Rhin.

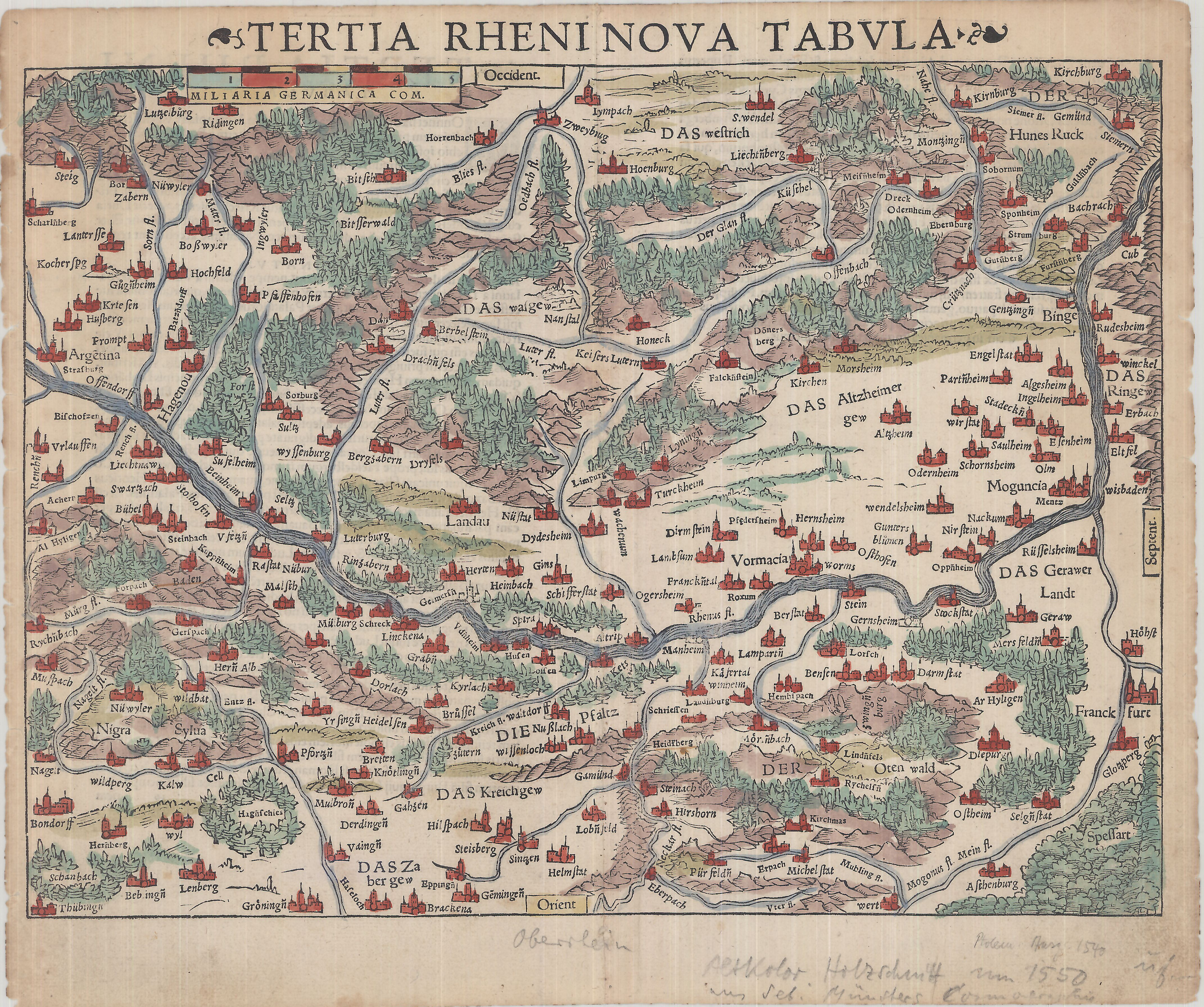
Carte des territoires du Rhin supérieur (1542)

Forteresses sur le Rhin supérieur 1720

Le Rhin supérieur, en allemand Oberrhein, est une portion du Rhin qui s'étend sur 350 kilomètres entre sa sortie de Suisse à Bâle et sa confluence avec le Main près de Mayence. Il compte 5 800 000 d'habitants le long de son cours sur une superficie de 21 500 km2. 
La vallée du Rhin supérieur occupe une place centrale au sein de l'Europe rhénane et plus largement dans de la Mégalopole européenne. Elle compte une ville alpha – Francfort – et 12 autres villes de plus de 100 000 habitants : Mannheim, Karlsruhe, Strasbourg, Wiesbaden, Fribourg-en-Brisgau, Mayence, Bâle, Ludwigshafen, Heidelberg, Darmstadt, Offenbach, et Mulhouse. 
C'est également l'interface principale entre l'Europe centrale germanophone, et l'Europe de l'Ouest. 40 % du territoire est couvert par des forêts et des surfaces agricoles (blé, houblon, tabac et vigne). 

## Histoire
Le Rhin supérieur est d'abord peuplé par les Celtes au début de la Civilisation de Hallstatt. Cet espace à la fois géographique et historique correspond en partie à la Germanie supérieure, province romaine créée en 89 à la suite de la victoire de Domitien sur les Chattes. Du IVe siècle au VIe siècle, l'espace connut de nombreuses insurrections de différents peuples germaniques. Les Alamans s'installeront à partir du VIe siècle dans la région du Rhin supérieur. L'épicentre du tremblement de terre de Bâle de 1356, qui est le plus important évènement sismologique ayant eu lieu en Europe centrale, était localisé dans la vallée du Rhin supérieur (fossé rhénan) entre Waldkirch et Saint-Peter dans l'arrondissement de Brisgau-Haute-Forêt-Noire.

## Correction
À partir de 1817, le cours du Rhin supérieur a été corrigé. De par ces travaux, la longueur du Rhin a été réduite de 81 km. Des vestiges de l'ancien cours du Rhin sont restés.

## Coopération transfrontalière le long du Rhin supérieur
La coopération transfrontalière le long du Rhin supérieur a été structurée depuis 1975 à l'échelle d'une eurorégion devenue la Région métropolitaine trinationale du Rhin supérieur et de quatre eurodistricts. Plusieurs structures de coopération ont ainsi été établies, parmi lesquelles :
- la Conférence franco-germano-suisse du Rhin supérieur, structure de coopération interinstitutionnelle, compétente pour les affaires à portée régionale ;

- le Conseil rhénan, organe réunissant des parlementaires et élus du Rhin supérieur ;
- quatre eurodistricts (du nord au sud) :

1. Pamina
2. Strasbourg/Ortenau
3. Freiburg/Centre- et Sud-Alsace
4. Eurodistrict trinational de Bâle

- les instances Infobest (« Informations und Beratungsstellen ») qui ont pour mission de renseigner les citoyens du Rhin supérieur sur toutes les questions transfrontalières ;
- l'université du Rhin supérieur (Eucor), une association de cinq universités (Bâle, Fribourg-en-Brisgau, Karlsruhe, Strasbourg et Mulhouse-Colmar) dont l'objectif est de promouvoir une coopération renforcée en matière d'enseignement et de recherche.

## Site Ramsar
Le Rhin supérieur fait l'objet d'une désignation Ramsar des côtés français et allemand depuis 2008,.

#### Graphiques
- Sites RAMSAR de France
- « Carte des trains régionaux dans le Rhin supérieur », sur rutsch.eu